# Титаренко В'ячеслав Васильович
В'ячеслав Васильович Титаренко — радянський та російський контррозвідник. Генерал-майор. Начальник Київської вищої школи КДБ (1988–1991).

## Біографія
Закінчив Вищу школу КДБ СРСР, група військово-морської контррозвідки.
З 1988 по 1991 рр. — начальник Київської вищої школи КДБ СРСР.
З 1991 по 1992 рр. — начальник Вищої школи КДБ СРСР імені Ф. Е. Дзержинського